# Пуфф, Теодор
Теодор Пуфф (нем. Theodor Puff; 21 или 27 ноября 1927 — 9 мая 1999) — немецкий футболист, защитник. Выступал за сборную Саара.

## Биография

### Клубная карьера
Всю профессиональную карьеру провёл в клубе «Саарбрюккен». В сезоне 1948/49 выступал с командой во французской Лиге 2 в качестве гостевой команды (без официального учёта результатов), а начиная с сезона 1951/52 играл в юго-западной зоне немецкой Оберлиги, где провёл около двухсот матчей. В сезоне 1955/56 в составе клуба принял участие в первом розыгрыше Кубка европейских чемпионов, где в первом раунде «Саарбрюккен» уступил итальянскому «Милану» с общим счётом 5:7. В ответной встрече двух команд (1:4) Пуфф отметился автоголом. Завершил карьеру в 1959 году.

### Карьера в сборной
Дебютировал за сборную Саара 27 мая 1951 года в товарищеской встрече со второй сборной Австрии (3:2). В 1953 году принял участие в трёх матчах в рамках отборочного турнира чемпионата мира 1954. Продолжал вызываться в сборную вплоть до 1956 года и в том числе сыграл в товарищеском матче со Нидерландов (2:3), который прошёл 6 июня и стал последним в истории сборной Саара. 1 января 1957 года Протекторат Саар официально вошёл в состав ФРГ и сборная прекратила своё существование.